# Gärtringen
Gärtringen è un comune tedesco di 11 749 abitanti, situato nel land del Baden-Württemberg.